# Charles Kleibacker
Charles John Kleibacker (Cullman, 20 de novembro de 1921 - Columbus, 3 de janeiro de 2010) foi um estilista de moda norte-americano que ganhou o apelido de "Mestre do Bias" pelos desenhos complexos de seus vestidos para mulheres.